# Tsjêbbe Hettinga
Tsjêbbe Piter Hettinga (Burgwerd, 15 januari 1949 – Leeuwarden, 7 maart 2013) was een Fries dichter en vertaler. Hij werd vooral bekend door de voordracht van zijn poëzie, uit het hoofd (niet zozeer vanwege zijn blindheid, als wel omdat hij zich dan het beste kon uitdrukken), en vaak met muzikale begeleiding.

## Leven
Hettinga werd geboren als zoon van een katholieke boer en paardenhandelaar in Burgwerd, net ten noorden van Bolsward. Zijn moeder verdronk zichzelf op 55-jarige leeftijd. Tijdens zijn jeugd werd Hettinga geleidelijk slechtziend, en uiteindelijk was hij vrijwel blind. Na zijn studie aan de kweekschool te Sneek was Hettinga werkzaam als opnametechnicus van de blindenbibliotheek in Groningen. Daarnaast studeerde hij Nederlands en Fries aan de Rijksuniversiteit Groningen, waar hij in 1986 afstudeerde. Hij woonde vanaf 1982 in Leeuwarden, woonde samen (zijn vrouw overleed in 2011) en was vader van twee kinderen. Hij overleed op 64-jarige leeftijd in het ziekenhuis van Leeuwarden aan kanker. Postuum werd aan hem de Friese Anjer 2013 toegekend.
Afgezien van zijn optredens leidde Hettinga een tamelijk teruggetrokken leven. Hij gaf vrijwel geen interviews, en achtte zijn privé-leven niet van belang voor de interpretatie van zijn werk. De dichter Eeltsje Hettinga is zijn jongere broer. Zijn broer Arjen Hettinga overleed op 23-jarige leeftijd.

## Werk
Tsjêbbe Hettinga gold als een van meest beeldbepalende Friese dichters. In 1970, 1971 en 1987 won hij de Rely Jorritsmapriis voor zijn poëzie. Zijn optreden op de Frankfurter Buchmesse in 1993 betekende voor hem (en voor de Friestalige poëzie) een doorbraak in de Nederlandse literaire wereld. In 2001 ontving hij de belangrijkste Friese literaire prijs, de Gysbert Japicxpriis, voor zijn bundel Fan oer see en fierder.
De poëzie van Tsjêbbe Hettinga is vertaald in het Nederlands (door Benno Barnard en David Van Reybrouck), Engels, Duits, Frans en Spaans. Zelf vertaalde Hettinga werk van Dylan Thomas, Derek Walcott en Walt Whitman in het Fries. Bij zijn performances werkte Hettinga veel samen met musici. Zelf speelde hij als jazzmuzikant saxofoon.
In 1974 raakte Hettinga betrokken bij het literair tijdschrift Hjir. Vijftien jaar lang, tot 1990, was hij lid van de redactie van dit tijdschrift.
Op de hoek Voorstreek - Tuinen in Leeuwarden ligt een hardstenen poëzietableau (100 bij 120 cm.) met het Friestalige gedicht 'Styx' van Hettinga. Het maakt deel uit van Poëzieroute Leeuwarden. Op die route vormen Tsjêbbe en Eeltsje Hettinga de enige broers die beiden een gedicht van hun hand in steen hebben zien transformeren.
De Friese regisseur Pieter Verhoeff maakte over Hettinga een documentaire die in 2006 verscheen onder de titel Yn dat sykjen sûnder finen (In dat zoeken zonder vinden).